# Jaghuri (huyện)
Jaghuri là một huyện thuộc tỉnh Ghazni, Afghanistan. Dân số thời điểm năm 1999 là 142,541 người.